# Mexico City WCT 1978
Il Mexico City WCT 1978  è stato un torneo di tennis giocato sul cemento. È stata la 2ª edizione del Mexico City WCT,che fa parte del Colgate-Palmolive Grand Prix 1978. Si è giocato a Città del Messico in Messico, dal 30 gennaio al 5 febbraio 1978.

## Campioni

### Singolare
Raúl Ramírez ha battuto in finale  Pat Du Pré con il punteggio di 6–4 6–1

### Doppio
Gene Mayer /  Sashi Menon hanno battuto in finale  Marcelo Lara /  Raúl Ramírez con il punteggio di 6–3, 7–6